# Виљас дел Тропико (Компостела)
Виљас дел Тропико (шп. Villas del Trópico) насеље је у Мексику у савезној држави Најарит у општини Компостела. Насеље се налази на надморској висини од 12 м.

## Становништво
Према подацима из 2010. године у насељу су живела 2 становника.

### Хронологија
| Година       | 2005      | 2010 |
| ------------ | --------- | ---- |
| Становништво | 6 (4 / 2) | 2    |

### Попис
| # | Индикатор                     | Вредност |
| - | ----------------------------- | -------- |
| 1 | Укупно домаћинстава           | 52       |
| 2 | Укупно насељених домаћинстава | 2        |
| 3 | Величина локације             | 1        |